# بلوط پشمی
بلوط پشمی (نام علمی: Allocasuarina inophloia) نام یک گونه از تیره دم‌اسب‌درختیان است. این گیاه بومی استرالیا می‌باشد. ارتفاع این درخت بین ۳ تا ۱۰ متر متغیر است.